# Xian de Deqing (Zhejiang)
Pour les articles homonymes, voir Deqing.
Le xian de Deqing (德清县 ; pinyin : Déqīng Xiàn) est un district administratif de la province du Zhejiang en Chine. Il est placé sous la juridiction administrative de la ville-préfecture de Huzhou.

## Démographie
La population du district était de 422 681 habitants en 1999.